# Hieracium hartii
Hieracium hartii es una especie de planta con flor del género Hieracium, de la familia Asteraceae, orden Asterales.

## Distribución
Hieracium hartii se distribuye por Irlanda.

## Taxonomía
Fue descrita científicamente por (Hanb.) Sell & C. West.
Tratamiento taxonómico
La especie aparece registrada y publicada en Watsonia.